# Gangpan Shan
Gangpan Shan (kinesiska: 缸爿山) är en kulle i Kina. Den ligger i provinsen Zhejiang, i den östra delen av landet, omkring 170 kilometer sydost om provinshuvudstaden Hangzhou. Toppen på Gangpan Shan är 112 meter över havet.
Runt Gangpan Shan är det tätbefolkat, med 369 invånare per kvadratkilometer. Närmaste större samhälle är Danxi, 19,5 km öster om Gangpan Shan. I omgivningarna runt Gangpan Shan växer i huvudsak blandskog.
Genomsnittlig årsnederbörd är 1 837 millimeter. Den regnigaste månaden är juni, med i genomsnitt 338 mm nederbörd, och den torraste är januari, med 56 mm nederbörd.